# (7079) Baghdad
(7079) Baghdad est un astéroïde de la ceinture principale.

## Description
(7079) Baghdad est un astéroïde de la ceinture principale. Il fut découvert par Eric Walter Elst et Violeta G. Ivanova le 5 septembre 1986 à Smolyan. Il présente une orbite caractérisée par un demi-grand axe de 2,28 UA, une excentricité de 0,29 et une inclinaison de 3,87° par rapport à l'écliptique.
Il fut nommé en hommage à Bagdad, capitale de l'Irak.

## Compléments